# Пресенс

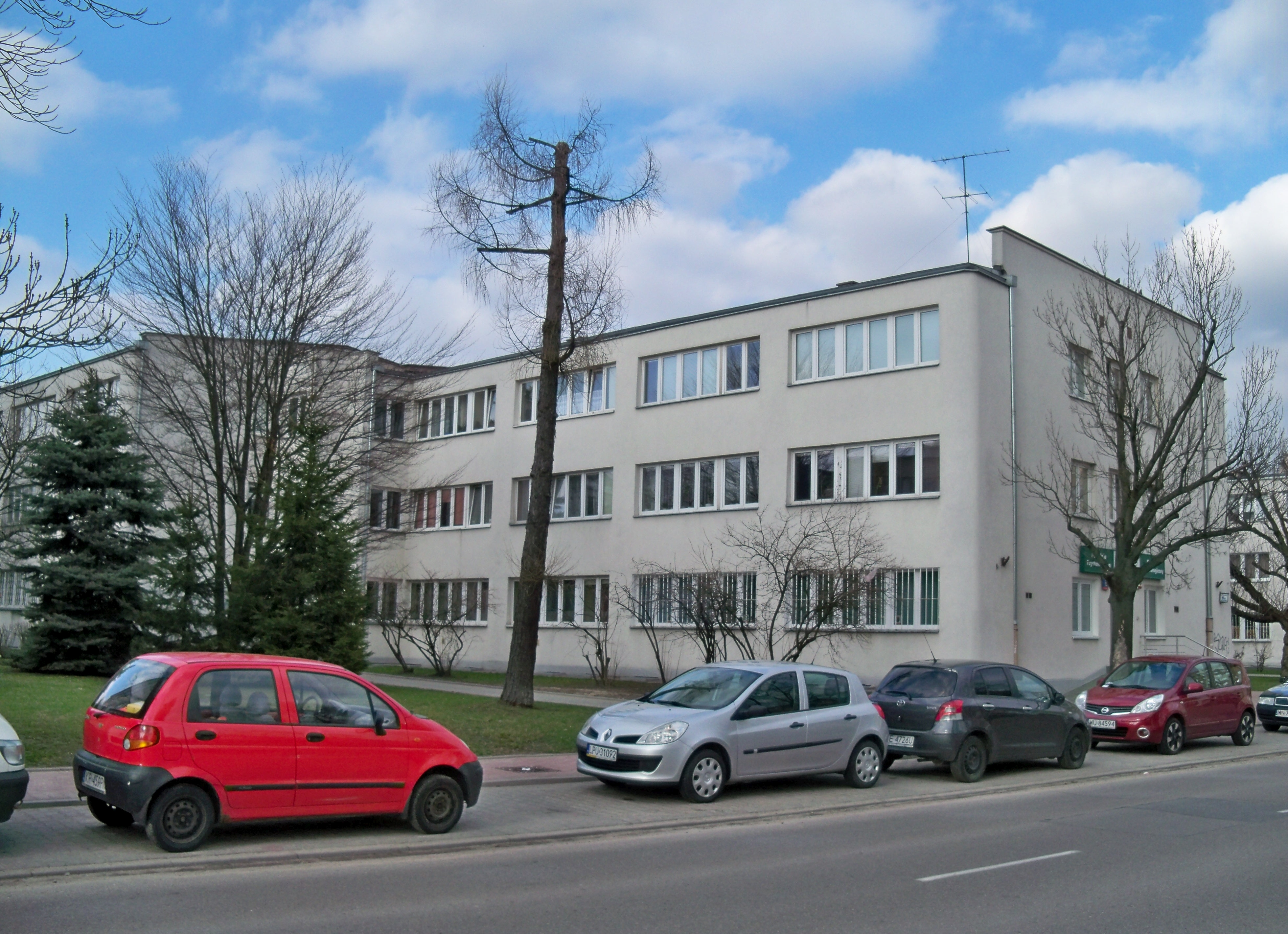
Один з будинків Варшавського житлового кооперативу в Раковці

Praesens (від лат. praesens – «теперішній час») — професійне об’єднання архітекторів і художників, що діяло у Варшаві в 1926–1930 роках. Група виникла як реакція на потребу створення нового типу мистецтва й архітектури, відповідного до вимог сучасного індустріального суспільства. Її учасники відкидали історичні стилізації та декоративність, натомість виступали за функціональність, соціальну доцільність і технічний прогрес. 

## Історія та профіль
Група Praesens була заснована у Варшаві в 1926 році. Ініціаторами її створення стали переважно випускники Архітектурного факультету Варшавської політехніки, ⁣ до яких приєдналися молоді художники-візуалісти. Шимон Сиркус очолив групу, а Гелена Сиркус стала її секретаркою.  
Програмні засади формації проголошували необхідність розриву з традиційними формами як в архітектурі, так і в образотворчому мистецтві. У сфері будівництва група активно просувала ідеї індустріалізації та стандартизації, маючи на меті забезпечити людей із середнім достатком дешевим, але комфортним житлом. Ці ідеї відповідали загальноєвропейським тенденціям у модерністській архітектурі: вони мали багато спільного з концепціями німецького Баугауза у Веймарі, нідерландської школи De Stijl та московського Вхутемасу. 
1928 року «Praesens» став офіційним польським представником Congrès Internationaux d'Architecture Moderne (CIAM) — Міжнародного конгресу сучасної архітектури, організації, що об'єднувала найпрогресивніших архітекторів-модерністів Європи.
Ідеї групи були реалізовані в 1930-х роках передусім у двох житлових масивах: Варшавського житлового кооперативу в Раковці та Товариства робітничих маєтків. Окрім того, учасники групи реалізували чимало інших проєктів, які сьогодні вважаються класикою польського модернізму.

## Вибрані члени
- Барбара Брукальська (1899–1980) архітекторка
- Станіслав Брукальський (1894–1967) архітектор
- Кароль Кринський (1900–1944) художник
- Ян Голусь (1895–1964) сценограф
- Вітольд Кайрукштіс (1890–1961) художник
- Катажина Кобро -Стшемінська (1898–1951) скульптор
- Богдан Лахерт (1900–1987) архітектор
- Маріан Єжи Маліцький (1895–1946) художник
- Архітектор Юзеф Маліновський
- Марія Луція Ніч-Боровякова (1896–1944) художниця
- Роман Піотровський (1895–1988) архітектор
- Анджей Пронашко (1888–1961) художник
- Олександр Рафаловський (1894–1980) художник і сценограф
- Генрик Стажевський (1894–1988) художник
- Владислав Стшемінський (1893–1952) художник
- Шимон Сиркус (1893–1964) архітектор
- Гелена Сиркусова (1900–1982) архітектор
- Юзеф Шанаца (1902–1939) архітектор
- Рудольф Свєрчинський (1883–1943) архітектор
- Станіслав Залевський (1896–1958) художник і графік

## Подальша доля
Після припинення діяльності групи „Praesens“, частина її учасників у 1931 році заснувала нову авангардну формацію під назвою „a.r.“ — „artyści rewolucyjni“ («революційні митці») або також „autentyczna awangarda“ («справжній авангард»). Ця ініціатива об’єднала архітекторів і художників, зокрема Владислава Стжемінського, Катаржину Кобро та Генрика Старевича, які прагнули не лише продовжити пошуки в галузі функціонального дизайну й архітектури, але й розвивати соціально ангажоване мистецтво в дусі конструктивізму та унійної теорії мистецтва. 
Група діяла у Лодзі, яка на той час стала центром польського авангарду. Одним із її найважливіших досягнень було створення в 1931 році Музею сучасного мистецтва в Лодзі — першої колекції авангардного мистецтва в Європі, що була створена за ініціативою самих художників.

### Початковий склад "ar «
- Владислав Стржемінський
- Катерина Кобро
- Генрик Стажевський
- Юліан Пшибось
- Чарльз Хіллер

## Виноски
1. 1 2  Cześniak-Zielińska, Magdalena (31 грудня 2009). Piotr Piotrowski, Awangarda w cieniu Jałty. Sztuka w Europie Środkowo-Wschodniej w latach 1945-1989, Dom Wydawniczy Rebis, Poznań 2005, s. 502. Facta Simonidis. 2 (1): 313—317. doi:10.56583/fs.316. ISSN 2956-4085.
2. ↑  Blundell Jones, Peter; Canniffe, Eamonn (21 серпня 2012). Modern Architecture Through Case Studies 1945 to 1990. doi:10.4324/9780080940373.
3. ↑  Wenderski, Michał (2019). Cultural mobility in the interwar avant-garde art network: Poland, Belgium and the Netherlands. Routledge research in art history. New York: Routledge. ISBN 978-1-138-49354-4.
4. ↑  Kurgan, Laura (2017-01). Conflict Urbanism, Aleppo: Mapping Urban Damage. Architectural Design. 87 (1): 72—77. doi:10.1002/ad.2134. ISSN 0003-8504.
5. ↑  Honhart, Michael (1 червня 2002). Eric Mumford. The CIAM Discourse on Urbanism, 1928–1960. Cambridge: MIT Press. 2000. pp. xv, 375. $45.00. The American Historical Review. 107 (3): 850—851. doi:10.1086/ahr/107.3.850. ISSN 1937-5239.
6. ↑  Zywert, Eryk (18 травня 2022). Mora trahit periculum. (Nie)nowa książka Danuty Bruskiej, Prasa Piotrkowa Trybunalskiego 1805–1939, Wydawnictwo Naukowe PWN, Warszawa 2021, ss. 474. Rocznik Historii Prasy Polskiej: 131—140. doi:10.24425/rhpp.2022.141548. ISSN 1509-1074.
7. ↑  Turowski, Andrzej (14 жовтня 2020). L’unismo di Władysław Strzemiński. Avanguardia polacca. Quodlibet. с. 65—88.
8. ↑  Dworzak, Agata (2024). Kronika Instytutu Historii Sztuki Uniwersytetu Jagiellońskiego za rok 2023. Modus Prace z Historii Sztuki. 24: 245—248. doi:10.4467/25453882mod.24.015.20672. ISSN 2545-3882.

## Зовнішні посилання
- Пресенс : модерністський щоквартальник. Мазовецька цифрова бібліотека